# Experimental Musical Instruments
Experimental Musical Instruments war eine Zeitschrift, die von 1985 bis 1999 von Bart Hopkin herausgegeben wurde. Sie widmete sich experimentellen Musikinstrumenten. Darunter fallen die Weiterentwicklung bestehender sowie die Erfindung neuer Musikinstrumente. Insgesamt sind 70 Ausgaben der Zeitschrift erschienen. Es gibt eine CD-ROM-Ausgabe mit allen erschienenen Ausgaben.

## Ausgaben
- Experimental Musical Instruments, 70 Fachzeitschriften von 1985 bis 1999
- Experimental Musical Instruments, CDRom

### Bücher
- Slap Tubes and other plosive Aerophones – Bart Hopkin und Phil Dadson, Experimental Musical Instruments.
- Getting a Bigger Sound – Bart Hopkin, Robert Cain und Jason Lollar.
- Making Marimbas and Other Bar Percussion Instruments – Bart Hopkin, Carl Dean und Christopher Banta.
- Wind Chimes, Design and Construction, Experimental Musical Instruments.
- Funny Noises for the Connoisseur, Book and audio CD – Bart Hopkin, Ray Brunelle und Vincent Nicastro.
- Air Columns and Tone Holes: Principles for Wind, Experimental Musical Instruments.
- Nice Noise – Bart Hopkin und Yuri Landman, Full Color, 2012, Experimental Musical Instruments, ISBN 978-0-9727313-6-2.

### CDs
- INSTUMENTARIUM HOPKINIS, Bart Hopkin Plays Invented Instruments, 2002
- 21 WAYS OF LOOKING AT THINGS, Sound Instruments Designed by Bart Hopkin, 2007